# La Blachera
Lablachère és un municipi francès situat al departament de l'Ardecha i a la regió d'Alvèrnia-Roine-Alps. L'any 2007 tenia 1.783 habitants.

## Demografia

### Població
El 2007 la població de fet de Lablachère era de 1.783 persones. Hi havia 755 famílies de les quals 224 eren unipersonals (90 homes vivint sols i 134 dones vivint soles), 287 parelles sense fills, 185 parelles amb fills i 59 famílies monoparentals amb fills.
La població ha evolucionat segons el següent gràfic:
Habitants censats

### Habitatges
El 2007 hi havia 1.112 habitatges, 779 eren l'habitatge principal de la família, 276 eren segones residències i 57 estaven desocupats. 985 eren cases i 120 eren apartaments. Dels 779 habitatges principals, 577 estaven ocupats pels seus propietaris, 178 estaven llogats i ocupats pels llogaters i 25 estaven cedits a títol gratuït; 5 tenien una cambra, 43 en tenien dues, 126 en tenien tres, 253 en tenien quatre i 352 en tenien cinc o més. 605 habitatges disposaven pel capbaix d'una plaça de pàrquing. A 361 habitatges hi havia un automòbil i a 350 n'hi havia dos o més.

### Piràmide de població
La piràmide de població per edats i sexe el 2009 era:
| Homes | Edats   | Dones |
| ----- | ------- | ----- |
| 4     | 95 o +  | 0     |
| 8     | 90 a 94 | 48    |
| 12    | 85 a 89 | 40    |
| 12    | 80 a 84 | 16    |
| 56    | 75 a 79 | 64    |
| 40    | 70 a 74 | 36    |
| 48    | 65 a 69 | 80    |
| 60    | 60 a 64 | 28    |
| 64    | 55 a 59 | 40    |
| 20    | 50 a 54 | 32    |
| 76    | 45 a 49 | 72    |
| 40    | 40 a 44 | 40    |
| 32    | 35 a 39 | 48    |
| 44    | 30 a 34 | 56    |
| 24    | 25 a 29 | 8     |
| 45    | 20 a 24 | 40    |
| 44    | 15 a 19 | 44    |
| 36    | 10 a 14 | 40    |
| 28    | 5 a 9   | 48    |
| 20    | 0 a 4   | 24    |

## Economia
El 2007 la població en edat de treballar era de 1.030 persones, 663 eren actives i 367 eren inactives. De les 663 persones actives 593 estaven ocupades (325 homes i 268 dones) i 70 estaven aturades (19 homes i 51 dones). De les 367 persones inactives 179 estaven jubilades, 78 estaven estudiant i 110 estaven classificades com a «altres inactius».

### Ingressos
El 2009 a Lablachère hi havia 866 unitats fiscals que integraven 1.953,5 persones, la mediana anual d'ingressos fiscals per persona era de 16.398 €.

### Activitats econòmiques
Dels 112 establiments que hi havia el 2007, 1 era d'una empresa extractiva, 7 d'empreses alimentàries, 9 d'empreses de fabricació d'altres productes industrials, 28 d'empreses de construcció, 27 d'empreses de comerç i reparació d'automòbils, 5 d'empreses de transport, 9 d'empreses d'hostatgeria i restauració, 2 d'empreses d'informació i comunicació, 5 d'empreses immobiliàries, 5 d'empreses de serveis, 8 d'entitats de l'administració pública i 6 d'empreses classificades com a «altres activitats de serveis».
Dels 34 establiments de servei als particulars que hi havia el 2009, 1 era una oficina de correu, 5 tallers de reparació d'automòbils i de material agrícola, 7 paletes, 1 guixaire pintor, 7 fusteries, 5 lampisteries, 3 electricistes, 3 perruqueries, 1 restaurant i 1 agència immobiliària.
Dels 10 establiments comercials que hi havia el 2009, 1 era una gran superfície de material de bricolatge, 1 una botiga de més de 120 m², 4 fleques, 2 carnisseries, 1 una peixateria i 1 una botiga de roba.
L'any 2000 a Lablachère hi havia 89 explotacions agrícoles que ocupaven un total de 476 hectàrees.

## Equipaments sanitaris i escolars
L'únic equipament sanitari que hi havia el 2009 era una farmàcia.
El 2009 hi havia 2 escoles elementals.

## Poblacions més properes
El següent diagrama mostra les poblacions més properes.